# Edmond de Belamy

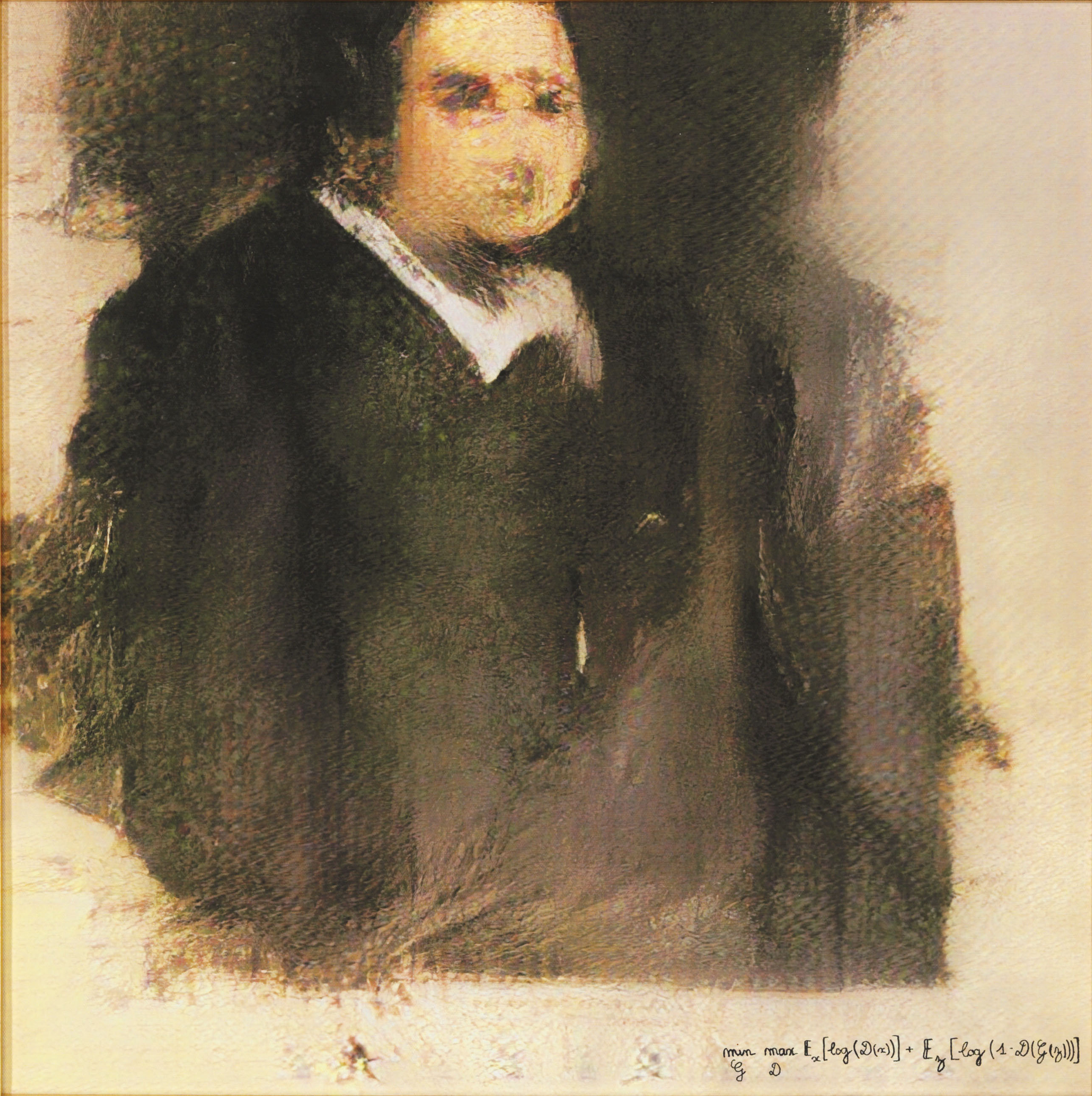
imagem da pintura

Edmond de Belamy é uma pintura de retrato de rede adversária generativa construída em 2018 pelo coletivo de artes Obvious, com sede em Paris. Impresso em tela, o trabalho pertence a uma série de imagens generativas chamada La Famille de Belamy . O nome Belamy é uma homenagem a Ian Goodfellow, inventor dos GANs; Em francês, “bel ami” significa “bom amigo”, por isso é um trocadilho traduzido de Goodfellow. Alcançou notoriedade generalizada depois que a Christie's anunciou sua intenção de leiloar a peça como a primeira obra de arte criada usando inteligência artificial a ser apresentada em um leilão da Christie's. Ele superou as estimativas pré-leilão, que o avaliaram entre $ 7.000 e $ 10.000, sendo vendido por $ 432.500.
A peça é um retrato de um homem um tanto embaçado. É uma impressão sobre tela medindo 271⁄2 x 271⁄2 pol. (700 x 700 mm.) em moldura de madeira dourada. A imagem foi criada por um algoritmo que referenciou 15.000 retratos de vários períodos.
A peça também se insere em uma tradição, que remonta à Bicycle Wheel de Duchamp de 1913 e à Méta-matics de Tinguely do final dos anos 1950, de obras que questionam as bases do mercado de arte moderna e destacam os aspectos cômicos da tecnologia.
A pesquisa usou Edmond de Belamy para mostrar como a antropomorfização da IA pode afetar a atribuição de responsabilidade e crédito aos artistas.